# Wola Branicka-Kolonia
Wola Branicka-Kolonia [pronunciación en polaco: /ˈvɔla braˈnit͡ska kɔˈlɔɲa/] es un pueblo ubicado en el distrito administrativo de Gmina Zgierz, dentro del Distrito de Zgierz, Voivodato de Łódź, en Polonia central. Se encuentra aproximadamente a 11 kilómetros al norte de Zgierz y a 18 kilómetros al norte de la capital regional Łódź.